# کریگ ملو
کریگ ملو (زاده ۱۸ اکتبر ۱۹۶۰) زیست‌شناس آمریکایی و استاد پزشکی مولکولی مدرسه پزشکی دانشگاه ماساچوست می‌باشد. او در سال ۲۰۰۶ به همراه اندرو فایر، به‌خاطر کشف آران‌ای سرکوبگر، برنده جایزه نوبل فیزیولوژی و پزشکی شد. این تحقیق در مدرسه پزشکی دانشگاه ماساچوست انجام شد و در سال ۱۹۹۸ منتشر شد. ملو از سال ۲۰۰۰ پژوهشگر مؤسسه پزشکی هاورد هیوز بوده‌است.